# مهر سلیمان دانه‌آبی
مُهر سلیمان دانه‌آبی (نام علمی: polyanthemum Polygonatum) یکی از گونه‌های سرده مهر سلیمان است. ارتفاع گیاه ۳۰ سانتیمتر است. دارای ساقهٔ نیم خیز و آویزان است که مزین به برگ‌های کم و بیش بیضی شکل گسترده به خارج شبیه بال است. گل‌های سفید رنگ این گیاه دارای نوارهای سبز است و طول آنها به ۱۲ میلی‌متر می‌رسد. مجموعهٔ مشخصات فوق این گیاه را به‌طور واضحی از سایر گیاهان جدا می‌کند. علاوه بر این این گونه در پائیز نیز بوسیلهٔ میوه‌های سته به رنگ آبی تیرهٔ خود که جانشین گل‌ها می‌گردد به سادگی قابل شناسایی است. ریزوهای ضخیم آن جهت ساختن مربای شقاقل جمع‌آوری می‌شود. این گونه در قسمت مرتفع جنگل‌های شمال می‌روید. فصل گلدهی اردیبهشت و خرداد است.
سرده مهر سلیمان در حدود ۵۰ گونه در مناطق شمالی داشته و در ایران ۲ گونه از آن به نام‌های مهر سلیمان دانه‌آبی و مهرسلیمان دانه‌قرمز (نام علمی: Polygonatum sewerzowii) یافت می‌شود.